# 거북이도 난다
《거북이도 난다》(영어: Turtles Can Fly)은 2004년에 개봉한 이란의 영화이다.

## SBS 성우진 (2008년 10월 19일)
- 정재헌 - 인공 "위성" 소년(소란 에브라힘)
- 윤여진 - 아그린(아바즈 라티프)
- 류승곤 - 파쇼(사담 후세인 페이샬)
- 이미자 - 헹곱(히레쉬 페이살 라흐만)
- 임은정 - 쉬르크(아질 지바리 쉬르크)
- 우정신 - 리가(아브돌 라흐만 카림)
- 박상일 - 마을 이장
- 황윤걸 - 마을 사람
- 정동열 - 마을 사람
- 김혜경 - 마을 사람
- 김영훈 - 마을 사람
- 박영재 - 마을 사람 / TV 방송 음성 / 쉬르크의 삼촌